# Trivium
Trivium — американская метал-группа из Орландо, Флорида, образованная в 1999 году.

## История

### Раннее творчество (1999—2003)
Ядро коллектива сложилось в средней школе Lake Brantley и состояло из Брэда Льютера (вокал/бас), Джарреда Бонапарте (ритм-гитара) и Трэвиса Смита (ударные). На школьном шоу талантов 13-летний начинающий гитарист Мэтт Хифи исполнил кавер-версию «No Leaf Clover» группы Metallica, чем обратил на себя внимание Брэда Льютера. Несмотря на 3—4 года разницы в возрасте с другими участниками группы, Хифи был приглашен на прослушивание, которое состоялось в гараже у Трэвиса Смита. Он успешно исполнил «For Whom the Bell Tolls» Metallica и был принят на роль соло-гитариста.
По словам Хифи, название Trivium, означающее в переводе с латыни перекрёсток трёх дорог, было предложено Льютером, что объяснялось как сочетание трёх музыкальных стилей — мелодичный дэт-метал, трэш-метал и металкор.
Через пару месяцев Льютер покинул Trivium из-за творческих разногласий. Испытывая трудности в поиске нового вокалиста, группа обратилась к Хифи с просьбой занять и эту позицию. Изначально Хифи сомневался в своих вокальных способностях, но Смит убедил его согласиться. Джарред Бонапарте занял позицию басиста, а на место ритм-гитариста был приглашен Брент Янг. После ухода Бонапарте, Янг сменил гитару на бас, а Хифи нередко приходилось играть вживую и ритм и соло партии. Также, время от времени, группа привлекала сессионных гитаристов и басистов для концертов.

### Ember to Inferno(2003—2005)
В начале 2001 года Trivium сделали первую демозапись, ныне известную как «Ruber (The Red Demo)». В конце 2002 года Trivium записали и выпустили дебютный EP, который включал в себя 7 треков. Эта запись попала в отдел артистов и репертуара немецкого лейбла Lifeforce Records, который заключил с группой контракт и выпустил её дебютный полноформатный альбом Ember to Inferno осенью 2003 года. В 2004 году басист Брент Янг покинул группу. Перед началом тура с Machine Head в качестве «разогревающей» группы, Trivium попросили помочь им найти басиста. Machine Head порекомендовали знакомого им Паоло Греголетто из Metal Militia. Изначально, Греголетто не планировал становиться постоянным участником Trivium, но сдружился с группой и изменил свое решение.

### Ascendancy(2005—2006)
«Ember to Inferno» имел умеренный успех, но заставил к группе прислушаться — в частности представителей Roadrunner Records. В 2004 году, после прослушивания «Flavus (The Yellow Demo)», состоявшего из трех новых песен и одного самодельного видеоклипа на раннюю версию песни «Like Light To The Flies», лейбл заключил c Trivium контракт и выпустил второй альбом Ascendancy, записанный в студиях Audiohammer и Morrisound Recording продюсером Джейсоном Сьюкофом (сопродюсером стал сам Хифи). Альбом вышел в марте, поднялся до 151 места в общем списке Billboard 200 и достиг 4-го места в суб-чарте Top Heatseekers. Специалисты отметили мощную энергетику и компактность звука, захватывающие гитарные дуэты, вокал, резко меняющийся от чувственного до яростно деструктивного, и мощный драмминг Смита. Синглами из альбома вышли «Like Light to the Flies», «Pull Harder on the Strings of Your Martyr», «A Gunshot to the Head of Trepidation» и «Dying in Your Arms».
Как и их дебютный альбом «Ember To Inferno», «Ascendancy» уходил корнями в олдскул-трэш, возрождая в памяти классику таких групп как Metallica, Slayer, Pantera и Testament. Здесь были заметны также элементы классического хеви-метал, жесткого мелодик-дэта и прогрессивного рока.
На этот раз у нас было гораздо больше времени и возможностей для записи. У моей гитары вышел совершенно чумовой звук, Трэвис рубил просто как монстр, а спектр вокальных партий стал гораздо шире. — Мэтт Хифи
Если для первого альбома Trivium Хифи писал тексты, основываясь на юношеских переживаниях и разочаровании в окружающем мире, то на «Ascendancy» он затронул более серьёзные темы: насилие в семье, самоубийство, депрессия, политическая диктатура и свобода слова. «Когда у тебя самого что-то не ладится, начинаешь лучше видеть недостатки других. Я пишу о довольно плохих вещах, это верно, но мне это помогает избавиться от собственного негатива», — говорил он.
В 2002 году Мэтт Хифи был признан лучшим местным гитаристом на церемонии Orlando Metal Awards. В поддержку альбома Trivium провели несколько гастролей — в частности, с Machine Head, группой, которую Хифи всегда называл в числе своих основных влиянием, а также Killswitch Engage, Iced Earth и Fear Factory. Группа выступила на фестивалях Road Rage 2005, Ozzfest и Download Festival. В 2006 году альбом «Ascendancy» был перевыпущен с 4 бонус-треками и DVD с видео и концертными выступлениями.

Что я люблю в совместных турне, так это гулянки каждый вечер после концерта. Нет, дело совсем не в пьянке и прочем дерьме, просто это прекрасно, когда ты оттягиваешься с другими группами, находишь близких тебе по духу ребят, столь же повернутых на музыке, взрываешь толпу на концерте. Черт, а из публики на концертах всегда прёт огромная энергетика!. — Мэтт Хифи

### The Crusade(2006—2008)
В апреле 2006 года, после гастролей, проведенных уже в качестве хедлайнеров (с разогревщиками Mendeed и God Forbid), Trivium — опять-таки с Сьюкофом, — записали альбом The Crusade, вышедший в октябре 2006 года и уже через неделю оказавшийся на 25 месте в Billboard 200. Критика, в основном, поддержала релиз, причем Blabbermouth.net отнес его к числу лучших альбомов 2006 года. Все отметили, что вокал Хифи изменился: здесь стало меньше скриминга, характерного для металкора.
Если кого-то интересует, почему ушел скриминг, так это потому, что никто из нас никогда особенно не интересовался новыми группами, использующими скрим, поэтому и задались вопросом: а нам-то это зачем? Я решил совершенствовать голос и хорошо поработал над вокалом.  — Мэтт Хифи
Группа поддержала альбом гастролями с Iron Maiden и Metallica, а затем вошла в тур Black Crusade выступив на одной сцене с Machine Head, Arch Enemy, DragonForce и Shadows Fall. После европейского турне Trivium примкнули к туру Family Values Tour Korn.
Trivium были признаны лучшей концертной группой 2006 года и в качестве таковой получили Metal Hammer Golden God Awards.

### Shogun(2008—2011)
В октябре 2007 года с продюсером Ником Рискулинешем (Nick Raskulinecz) группа в штате Теннесси (на студии Sound Kitchen, используемой преимущественно кантри-исполнителями) приступила к работе над четвёртым альбомом. Первоначально было подготовлено 27 композиций, которые группа оттачивала в течение нескольких месяцев. В мае 2008 года, отвечая на вопросы корреспондента журнала Kerrang!, Хифи пообещал, что в альбоме будет больше трэша и скриминга. Кроме того, он (иронично) заметил, что фэны «…впервые получат возможность признать, Trivium — наследники Queen». Дело в том, что продюсер заставлял вокалиста записывать по 3-40 партий для каждого трека, и создал из них фрагменты с многоголосицей.
Вернулся скриминг и с ним брутальность: таких утробных звуков прежде мне издавать не приходилось. Кое-какие ноты я отметил для себя как личные рекорды. Что мне нравится в этом альбоме, так это гротескность: здесь фэн услышит каждый фирменный элемент саунда словно бы преувеличенным. Раньше мы не претендовали на место в иерархии самых тяжелых групп мира, но этот альбом, думаю, изменит о нас всеобщее представление. При этом с мощными, убойными фрагментами граничат области кристальной чистоты звука и чувства, каких прежде тоже у нас не было. — Мэтт Хифи, в интервью журналу Kerrang!
Альбом Shogun вышел 29 сентября 2008 года и тут же вошёл в британский хит-парад, на 17 место. Группа вышла в турне (с участием All That Remains, 36 Crazyfists и The Human Abstract), а 27 октября присоединилась к Unholy Alliance (туру Slayer) в связке с хедлайнерами, а также Mastodon и Amon Amarth. Были анонсированы также концерты в России.
Осенью 2009 года группу покинул барабанщик Трэвис Смит. Заменой ему стал Ник Августо, который был представлен публике в туре «Into the Mouth of Hell We Tour».

### In Waves(2011—2013)
Альбом был записан в 2010 году и вышел в свет 2 августа 2011 года в Японии, а через неделю — в США. Существует стандартное и ограниченное издание. Последнее включает в себя 18 треков, в том числе выходившие ранее «Shattering The Skies Above» и «Slave New World» (кавер-версия песни Sepultura), а также «Ensnare The Sun», «Drowning In Slow Motion» и «A Grey So Dark». На данном альбоме группа экспериментировала с содержанием экстрим-вокала в песнях. Таким образом, часть из них спета полностью чистым вокалом, в то время как другая содержит лишь экстрим. В некоторых песнях присутствуют оба типа вокала.

### Vengeance Falls(2013—2015)
Шестой альбом группы был записан в первой половине 2013 года, при участии Девида Дреймана в роли продюсера. Наиболее ранней датой релиза стало 9 октября, когда альбом вышел в Японии. Альбом выдержан в привычной для группы стилистике смеси металкора и классических жанров метала, таких как хеви-метал и треш-метал. Примечательно, что в песнях преобладает в основном чистый вокал, в то время как роль экстрим-вокала была сведена до сугубо вспомогательной.

### Silence in the Snow(2015—2017)
Седьмой альбом группы вышел 2 октября 2015 года на лейбле Roadrunner. Альбом стал первым для нового ударника Мэта Мадиро, который раньше был барабанным техником группы на протяжении двух лет. Он заменил ушедшего из группы во время тура барабанщика Ника Аугасто. 30 июля 2015 года вышел первый сингл «Silence in the Snow». 13 августа вышел второй сингл «Blind Leading the Blind». 26 августа выходит третий сингл с грядущего альбома под названием «Until The World Goes Cold». Отличительной чертой альбома является полное отсутствие экстрим-вокала, во многом из-за травмы голосовых связок, полученной Хифи во время выступления на «Rock on the Range 2014». Элементы металкора уступили место пауэр-металу и альтернативному металу.

### The Sin and the Sentence(2017—2020)
Восьмой альбом Trivium был выпущен 20 октября 2017 года на лейбле Roadrunner. На этом альбоме впервые появился барабанщик Алекс Бент, который заменил Пола Вандтке. 1 августа вышел первый сингл «The Sin and the Sentence», ознаменовавший возвращение экстрим-вокала. 24 августа вышел второй сингл — «The Heart from Your Hate». Третий сингл «Betrayer» вышел накануне релиза альбома — 15 октября. Четвёртый сингл «Endless Night» появился уже после выпуска пластинки. В целом звучание группы стало более тяжёлым, при этом должное внимание было уделено и мелодической составляющей.

### What the Dead Men Say(2020-2021)
Девятый альбом группы вышел 24 апреля 2020 года. 27 февраля был представлен дебютный сингл пластинки — «Catastrophist». 8 марта в трейлере, посвящённому персонажу игры Mortal Kombat 11 Спауну, прозвучали фрагменты двух композиций с альбома — «IX» и «Scattering The Ashes». 26 марта состоялась премьера титульной песни релиза «What the Dead Men Say». 16 апреля вышел сингл «Amongst the Shadows & the Stones», а уже через 6 дней — «Bleed Into Me». Было анонсировано, что Trivium вместе с «In Flames» станут специальными гостями в совместном североамериканском туре «Megadeth» и «Lamb of God». Однако, по словам бас-гитариста Паоло Грегоретто, скорее всего, из-за эпидемии COVID-19, концерты будут перенесены.

### In The Court Of The Dragon (2021—настоящее время)
Десятый альбом группы вышел 8 октября 2021 года на лейбле Roadrunner Records и спродюсирован Джошем Уилбуром.

## Состав группы
Текущий состав
- Мэтт Хифи — соло-гитара (1999-настоящее время), ведущий вокал (2000-настоящее время), бэк-вокал (1999-2000), ритм-гитара (2001-настоящее время), бас-гитара (2004)
- Кори Болье — ритм и соло-гитара, экстремальный бэк-вокал (2003-настоящее время)
- Паоло Грегоретто — бас-гитара, чистый бэк-вокал (2004-настоящее время)
- Алекс Бент — ударные (2016-настоящее время)

Бывшие участники
- Трэвис Смит — ударные (1999—2009)
- Брент Янг — бас-гитара (2001—2004; умер в 2020); ритм-гитара (2000—2001); бэк-вокал (2000—2004)
- Ник Августо — ударные (2009—2014)
- Мэт Мадиро — ударные (2014—2015)
- Пол Вандтке — ударные (2015—2017)

## Дискография
- Ember to Inferno (2003)
- Trivium (EP) (2003)
- Ascendancy (2005)
- The Crusade (2006)
- Shogun (EP) (2008)
- Shogun (2008)
- In Waves (2011)
- Vengeance Falls (2013)
- Silence in the Snow (2015)
- The Sin and the Sentence (2017)
- What the Dead Men Say (2020)
- The Phalanx (EP) (2021)
- Deadmen and Dragon (EP) (2021)
- In the Court of the Dragon (2021)